# Centrophorus seychellorum
Il centroforo delle Seychelles (Centrophorus seychellorum Baranes, 2003) è un piccolo squalo di acque profonde della famiglia dei Centroforidi.

## Descrizione
Gli esemplari più grandi misurati indicano una lunghezza massima di 79,7 cm per i maschi ed una di 65,2 per le femmine. Questa specie si distingue per il fatto di avere distanza tra la punta del muso e la prima pinna dorsale relativamente maggiore che in altri Centrophorus (pari al 34% della lunghezza totale), prima pinna dorsale alta (7% della lunghezza totale), base della seconda pinna dorsale lunga (9,8% della lunghezza totale) e muso lungo (12,2% della lunghezza totale). La colorazione è grigia uniforme, ma il margine posteriore di entrambe le pinne dorsali è nerastro.

## Biologia
La biologia della specie è del tutto sconosciuta.

## Distribuzione e habitat
È presente solamente nelle acque dell'oceano Indiano occidentale, attorno alle Seychelles. Vive in oceano aperto, fino a 1000 m di profondità.

## Rapporti con l'uomo
Viene catturato con reti di profondità.